# مختبر الأرض
المختبر الأرضي هو مساحة من الأرض تم تخصيصها لاستخدامها في الدراسات البيولوجية وبالتالي، فهو في الواقع مختبر خارجي قائم على مساحة من الأرض.
قد تكون الدراسات ابتدائية أو متقدمة. على سبيل المثال، قد يُطلب من الطلاب ببساطة تحديد جميع أنواع الأشجار في مختبر أرضي، أو قد يقوم طالب متقدم بإجراء مسح مكثف لأشكال الحياة الميكروبية الموجودة في عينة من التربة .
إن التعلم العملي الملموس القائم على المشروعات هو جانب أساسي من جوانب مختبرات الأرض في سياق تعليمي. يمكن أن توجد مختبرات الأرض في أي مكان يمكن الوصول إليه في الهواء الطلق: الحرم الجامعي التعليمي، والأحياء السكنية، والبيئات شبه الحضرية ، والبيئات الحضرية، أو حتى فناء صغير . إن المبدأ الأساسي وراء تعليم مختبرات الأرض هو الخروج والتفاعل مع العالم بشكل مباشر.
غالبًا ما يتم تحديد معامل الأراضي في قطع أو مقاطع عرضية للدراسات. يمكن أن تكون قطعة الأرض بأي حجم، وعادةً ما يتم تحديدها بالمتر المربع. يسمح هذا بإجراء دراسات أكثر كثافة ومحددة للتغيرات وجرد الكائنات الحية . المقاطع العرضية عبارة عن خطوط مستقيمة يتم فيها أخذ القياسات على فترات زمنية لرسم صورة للمجتمع البيئي .
تلعب مختبرات الأراضي دورًا مهمًا في منح الطلاب إمكانية الوصول إلى البيئة الطبيعية لمراقبة النباتات المحلية والحياة البرية، وتطبيق مفاهيم العلوم والتكنولوجيا والهندسة والرياضيات من خلال المشاريع العملية، وبناء فهم أفضل لأهمية التنوع البيولوجي للصحة البيئية.

## غالبًا ما تتضمن المشاريع التعليمية الشائعة التي يتم إجراؤها في مختبر أرضي ما يلي:
[ تعديل المصدر ]
- مسح أنواع الملقحات في حدائق الملقحات أو في النباتات المحلية
- استعادة الأراضي الزراعية القديمة إلى المناظر الطبيعية الأصلية مثل: الأراضي الرطبة ، أو المروج، أو الغابات
- تحويل الكتلة الحيوية إلى سماد لإعادة بناء التربة الصحية
- الحفاظ على خلايا النحل أو غيرها من موائل الملقحات للعث والنحل الأرضي والملقحات الأخرى
- تسجيل الظروف الجوية لفهم المناخ المحلي بشكل أفضل
- إجراء دراسات الطبيعة للتعرف على النباتات والحيوانات المحلية ومراقبتها
- زراعة الأشجار والأعشاب والزهور المحلية لزيادة التنوع البيولوجي
- تشجيع نمو النباتات النهرية المحلية على طول البرك والجداول
- تركيب بيوت الطيور وبيوت الخفافيش وبيوت البوم
- إقامة دروس فنية حيث يمكن للطلاب رسم النباتات والحيوانات والمناظر الطبيعية
- جمع وإزالة القمامة والملوثات الأخرى من صنع الإنسان
- تصميم مسارات ومسارات منخفضة التأثير للزوار لاستكشاف مختبر الأرض

## دراسة احتياجات الإنسان والاستدامة في مختبرات الأرض
[ تعديل المصدر ]
إن تعلم كيفية إنتاج الغذاء والألياف والطاقة بطرق مستدامة يشكل فرصة هائلة للطلاب من جميع الأعمار داخل مختبرات الأراضي. يمكن للطلاب استكشاف طاقة الكتلة الحيوية ووقود الغاز الحيوي والطاقة الشمسية والزراعة الدائمة والتسميد والبستنة العضوية والعديد من جوانب الاستدامة الأخرى من خلال مختبرات الأراضي.
من خلال تصميم أنظمة تحاكي العمليات الطبيعية ( المحاكاة الحيوية )، نتمكن من إنتاج الغذاء والألياف والطاقة بطرق أكثر استدامة للمجتمعات المحلية. توجد فوائد بيئية واقتصادية عديدة لزراعة الغذاء محليًا وإنتاج الطاقة محليًا. هذه الأنظمة المستوحاة من المحاكاة الحيوية دائرية بطبيعتها. لا يضيع أي شيء، حيث تصبح مخرجات نظام دائري مدخلات لنظام آخر.

## الأنظمة الدائرية في مختبرات الأراضي
[ تعديل المصدر ]
تعتبر تجارب النظام الدائري ، التي تروج للاقتصاد الدائري ، ملائمة بشكل طبيعي للمختبرات التعليمية. تعمل الأنظمة الدائرية من خلال ضمان عدم إهدار أي شيء. يصبح كل ناتج من نظام ما مدخلاً لنظام آخر.
على سبيل المثال: بقايا الطعام تستخدم لتغذية الدجاج، وسماد الدجاج يستخدم لتخصيب الحديقة، فتنمو المزيد من الخضروات في الحديقة، ومن ثم تصبح بقايا الطعام من الخضروات متاحة لتغذية الدجاج.
تتضمن الأنظمة الدائرية المناسبة لمختبرات الأراضي ما يلي:
- هضم غاز الميثان الحيوي لتوليد وقود الطهي النظيف والأسمدة السائلة للحدائق
- أسطوانات التسميد لتسميد الأوراق وقصاصات العشب وبقايا الطعام
- تربية يرقات ذبابة الجندي الأسود على مخلفات الطعام لتصبح علفًا للدجاج أو الأسماك
- الألواح الشمسية لتوفير الطاقة في الموقع
- دجاج حر النطاق لتوفير البيض والسماد
- دفيئات لزراعة الفطر والشتلات
- أسرة مرتفعة لزراعة الخضروات في الحدائق
- خلايا النحل لتلقيح الحدائق والعسل والشمع
- المراعي التي ترعى بشكل دوري للماعز والأبقار والخنازير والأغنام وما إلى ذلك
- إنتاج الفحم الحيوي لتحسين جودة التربة وحجز الكربون
- أنظمة الزراعة المائية لزراعة الأسماك والخضراوات بشكل تكافلي
- أنظمة تجميع مياه الأمطار للاحتفاظ بالمياه للحدائق

## بيئة متعددة التخصصات داخل مختبرات الأراضي
[ تعديل المصدر ]
تساعد مختبرات الأراضي في تشكيل نظام بيئي مناسب للتعلم القائم على المشاريع الطويلة الأجل . يمكن للطلاب والمعلمين وأعضاء المجتمع المشاركة في أنشطة متعددة التخصصات تتراوح من استعادة الأراضي وتربية الحيوانات والبستنة وتحليل الطقس إلى دراسات الفن في الهواء الطلق.
إن السياق المتعدد التخصصات داخل مختبر الأرض مثالي للتعليم عبر المناهج الدراسية. يمكن ربط التخصصات والمواد التالية بأنشطة مختبر الأرض بطريقة متكاملة:
- علم البيئة - دراسات الطبيعة، وزيادة التنوع البيولوجي، ودراسة دورة المياه
- علم الأحياء - البستنة، مشاريع العلوم الزراعية، علم النبات
- الزراعة المستدامة - التسميد، الزراعة المستدامة ، حركة الغذاء المحلي
- الهندسة - بناء مزارع مائية، وتجميع مياه الأمطار، وملاجئ الحيوانات
- الكيمياء - هضم الميثان، تسميد النباتات، الطاقة الشمسية
- علوم الحياة - دورة الكربون، دورة المياه، تحويل الكتلة الحيوية إلى سماد
- تربية الحيوانات - الدجاج الحر، والماعز، ومنحل النحل
- دراسات المناخ - مراقبة الطقس، تسجيل الأحوال الجوية
- دراسات التاريخ والثقافة - ثقافة الطعام المحلية، تاريخ الزراعة، الموارد الطبيعية
- فنون الطهي - طهي منتجات الحديقة باستخدام الطاقة النظيفة مثل الكتلة الحيوية أو الغاز الحيوي أو الطاقة الشمسية
- فنون الوسائط المتعددة - تصميم المناظر الطبيعية للملقحات، وبيوت الطيور، وبيوت الخفافيش ، واللوحات الجدارية
  - الرسم - دراسات الطبيعة، الجداريات
  - الفخار - أواني الري، أواني النباتات
  - أعمال الخشب - بيوت الملقحات، حظائر الدجاج

## أهداف ونتائج تجارب التعليم في مختبرات الأراضي
[ تعديل المصدر ]
توجد المختبرات الأرضية كمشاريع تعليمية دائمة يمكن أن تمتد لسنوات أو عقود أو أكثر. غالبًا ما تكون الأهداف المشتركة داخل المختبر الأرضي هي:
- استعادة الأراضي المتدهورة إلى حالة متوازنة ومتنوعة بيولوجيًا
- إنشاء بيئة مناسبة لازدهار النباتات والحيوانات المحلية
- بناء تربة عميقة وغنية بالميكروبيوم النشط
- زراعة المنتجات المحلية والأعشاب والزهور
- تربية الماشية بأساليب مستدامة وأخلاقية
- إنتاج الغذاء الصحي للمجتمعات المحلية
- إنتاج الطاقة المحلية لتشغيل عمليات مختبر الأرض
- إلهام الشباب للاهتمام بالتنوع البيولوجي والزراعة والطبيعة
- بناء مهارات العلوم والتكنولوجيا والهندسة والرياضيات العملية والواقعية للطلاب والبالغين
- بناء مجتمعات قوية حول مشاريع خارجية فريدة في الطبيعة
- تثقيف الناس حول الفوائد والمتع البسيطة الموجودة في البستنة

## بصمات وأحجام مختبرات الأراضي
[ تعديل المصدر ]
يمكن تصميم المختبرات الأرضية بجميع الأشكال والأحجام. السمات الرئيسية للمختبر الأرضي هي عادةً ما يلي:
- إنشاء منطقة تعليمية خارجية مخصصة للدراسات متعددة المناهج في بيئة STEM
- إنشاء التركيز على زيادة التنوع البيولوجي واستعادة السمات البيئية المحلية
- تثقيف الناس حول تلبية احتياجات البشر بشكل مستدام من خلال الزراعة وإنتاج الطاقة والمأوى والصرف الصحي

يمكن أن يكون المختبر الأرضي الصغير عبارة عن فناء أو حديقة شرفة أو قطعة أرض مخصصة خارج نافذة الفصل الدراسي. وعلى العكس من ذلك، يمكن أن يشتمل المختبر الأرضي الأكبر على مئات الأفدنة. الحجم المثالي لمساحة المختبر الأرضي المرنة التي تسمح بالعديد من الأنشطة البيئية المختلفة والأنظمة الدائرية يتراوح بين 1/4 فدان إلى 5 أفدنة.

## الحلول المجتمعية المستدامة المستمدة من مختبرات الأراضي
[ تعديل المصدر ]
المختبرات الأرضية هي بيئات واقعية من حيث التصميم. تشجع البيئة القائمة على المشاريع الطلاب والمعلمين وأعضاء المجتمع على تجربة الحلول البيئية التي يمكن تنفيذها على نطاق صغير.
من الناحية المثالية، يتم نقل الحلول والأنظمة التي يتم تنفيذها في مختبر أرضي إلى ما هو أبعد من مختبر الأرض وإلى المجتمع المحيط. يمكن تنفيذ التسميد، وتجميع مياه الأمطار، وإعادة تدوير النفايات الغذائية باستخدام هضم الميثان و BSF ، والإنتاج الغذائي المحلي، وتسخير الطاقة الشمسية، وأنظمة مختبرات الأرض الأخرى في جميع أنحاء المجتمع على مستويات مختلفة: السكنية والمدارس والحدائق المجتمعية والشركات المحلية.
الغرض من مختبر الأرض هو السماح للطلاب بتطوير وتنفيذ والتعرف على حلول عملية ومستدامة لمعالجة الاحتياجات الفسيولوجية الأساسية الخمس التي يعاني منها جميع البشر:
1. الحاجة إلى المياه النظيفة
2. الحاجة إلى الغذاء الصحي
3. الحاجة إلى المأوى
4. الحاجة إلى الطاقة
5. الحاجة إلى الصرف الصحي

إن أنظمتنا الصناعية التي توفر الغذاء والمياه والطاقة والمأوى والصرف الصحي تعاني من نقاط ضعف متأصلة في نماذجها المركزية. فسلاسل التوريد الطويلة، والاعتماد على الوقود الأحفوري، والضرر البيئي، والإنتاج المجزأ للسلع هي سمات مشتركة للنماذج الصناعية. وتربط مختبرات الأراضي هذه الاحتياجات البشرية الأساسية الخمس معًا في أنظمة متكاملة.
الزراعة المستدامة هي مفهوم يقوم على دمج هذه الاحتياجات البشرية في أنظمة بيئية محلية على نطاق بشري. ويمكن اعتبار مختبرات الأراضي بمثابة مجال تعليمي لتعزيز الحلول الإبداعية لتلبية هذه الاحتياجات، مع ضمان استعادة الأرض والبيئة المحلية في هذه العملية.
توفر مختبرات الأراضي للطلاب تجارب واقعية للمساعدة في تغيير سلوكهم كمستهلكين، وجعلهم أكثر مشاركة في تلبية احتياجاتهم الفسيولوجية الخمس.
تركز المختبرات الأرضية على الإنتاج وليس الاستهلاك فقط. إن ثقافة الاستهلاك الغربية تجعل توفير احتياجاتنا الفسيولوجية الأساسية الخمس مجرد أمر تجريدي للغاية وبعيدًا عن الحياة اليومية لمعظم الناس.
عندما يتم تجريد هذه الاحتياجات الأساسية الخمس بعيدًا عن المستهلكين، يصبح من الأسهل على الأنظمة الأساسية التي توفر هذه الاحتياجات العمل دون إشراف لضمان أنها أخلاقية ومستدامة.

## فوائد الصحة العقلية للطلاب أثناء وجودهم في الخارج
[ تعديل المصدر ]
في عالمنا الرقمي اليوم، يقضي العديد من الطلاب قدرًا هائلاً من الوقت أمام الشاشات سواء في المنزل أو المدرسة. وهناك حدود متأصلة للتعلم القائم على المشاريع والذي يتم بالكامل خلف الشاشة أو داخل الفصل الدراسي.
تساعد المختبرات الأرضية الطلاب على الخروج من البيئة الرقمية من خلال توفير الوقت الذي يحتاجون إليه بشدة في الهواء الطلق. وقد أظهرت الدراسات أنه مع انتشار المشهد الرقمي لوسائل التواصل الاجتماعي، زادت حالات الاكتئاب والصراعات العقلية بشكل كبير بين الطلاب.
وتظهر الدراسات أيضًا أن الصحة العقلية للطالب تستفيد بشكل كبير من التواجد في الهواء الطلق والمشاركة في مشاريع عملية ذات نتائج ذات مغزى.

## مجاري النفايات المستخدمة في مختبرات الأراضي
[ تعديل المصدر ]
يمكن استخدام أنواع متعددة من مجاري "النفايات" المحلية، والتي يمكن الحصول عليها مجانًا في كثير من الأحيان، لتزويد مختبر أرضي بالمواد الخام لبناء التربة، وتوليد الطاقة، وزراعة الغذاء، واستعادة التنوع البيولوجي.
- رقائق الخشب - تستخدم في مسارات الحدائق، والغطاء العضوي، والتسميد، والفحم الحيوي. غالبًا ما تكون متوفرة مجانًا من شركات الأشجار المحلية أو البلديات.
- قصاصات العشب - تستخدم لصنع السماد والغطاء النباتي. متوفرة لدى الجيران وفي الموقع.
- الأوراق - تستخدم لصنع السماد والغطاء النباتي. متوفرة لدى الجيران وفي الموقع.
- نفايات الطعام - تستخدم في عملية التسميد، وإنتاج الميثان ، والأسمدة السائلة، وتغذية BSF .
- بقايا القهوة - تستخدم في عملية التسميد وإنتاج BSF.
- المنصات (غير المعالجة) - تستخدم في صنع الأسِرَّة المرتفعة، والفحم الحيوي، وصناديق التسميد، وغيرها من الهياكل.
- حاويات IBC (صالحة للأكل) - تستخدم لتخزين مياه الأمطار والأسمدة السائلة.
- دلاء سعة 5 جالون - تستخدم لجمع نفايات الطعام وغيرها من مجاري النفايات.
- ورق ممزق - يستخدم في عملية التسميد.
- كرتون ممزق - يستخدم في عملية التسميد.
- الصحف - تستخدم في التسميد والتغطية بالنباتات.
- جذوع الأشجار - تستخدم كموائل للملقحات . متوفرة مجانًا من العديد من شركات الأشجار.
- الأخشاب المستصلحة (غير المعالجة) - تستخدم للأسرة المرتفعة، والفحم الحيوي، ومشاريع البناء الصغيرة.
- أقمشة لوحات الإعلانات - تستخدم لتجميع مياه الأمطار، وتسقيف الأسطح، وأقمشة التظليل. متوفرة مجانًا من شركات لوحات الإعلانات.

إن جزء من عملية بناء مختبر أرضي هو تطوير العلاقات مع الشركات المحلية والجيران والمطاعم وأعضاء المجتمع لبدء إعادة تدوير هذه النفايات وتحويلها إلى المواد والأنظمة اللازمة داخل مختبر أرضي. يرغب العديد من الأشخاص في مساعدة الطلاب الذين يعملون بجد في مشروع مجتمعي ذي معنى. يمكن الحصول على العديد من المواد المذكورة أعلاه بتكلفة قليلة أو بدون تكلفة مع تكوين العلاقات.

## مرا

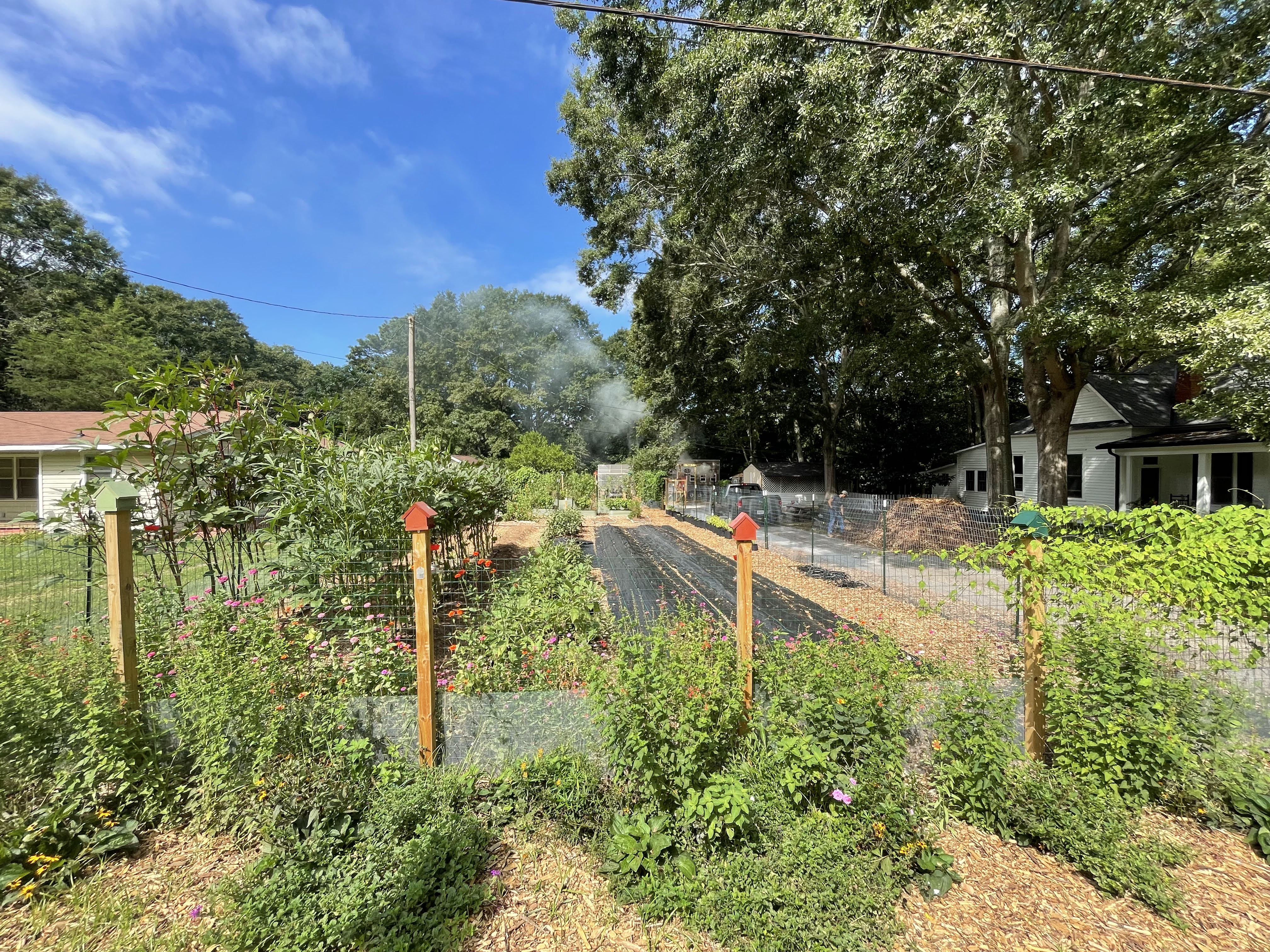
مختبر أرض في حديقة تعليمية في منطقة حضرية في جورجيا

مختبر الأرض هو عبارة عن مساحة من الأرض تُستخدم في الدراسات البيولوجية وفيما يتعلق بها. فهو مختبر في الهواء الطلق موجود على مساحة معينة من الأرض.
وقد يُستخدم للدراسات الأولية أو المتقدمة، على سبيل المثال، إعطاء الطلاب مهمة تحديد نوع من أنواع الأشجار في المختبر، أو أن يقوم طالب متقدم بإجراء مسح مكثف لأشكال الحياة الميكروبية الموجودة في عيّنة من التربة.
وغالبا ما يتم تمييز مختبرات الأراضي في قطع أراضي أو مناطق للدراسات، قد تكون قطعة الأرض في أي مساحة، وعادة ما يتم وضع علامة على أمتار مربعة، وهذا يسمح بإجراء دراسات مكثفة ومحددة للتغيرات ومخزونات الكائنات الحية.